# Wereldkampioenschappen schansspringen 2013
De wereldkampioenschappen schansspringen 2013 werden van 21 februari tot en met 2 maart 2013 gehouden in Val di Fiemme.

## Wedstrijdschema
| Datum       | Tijd          | Mannen                | Vrouwen               |
| ----------- | ------------- | --------------------- | --------------------- |
| 21 februari | 15:30         |                       | HS106 kwalificatie    |
| 22 februari | 18:00 / 16:00 | HS106 kwalificatie    | HS106 individueel     |
| 23 februari | 17:00         | HS106 individueel     |                       |
| 24 februari | 17:00         | HS106 landenwedstrijd | HS106 landenwedstrijd |
| 27 februari | 17:00         | HS134 kwalificatie    |                       |
| 28 februari | 17:00         | HS134 individueel     |                       |
| 2 maart     | 16:30         | HS134 landenwedstrijd |                       |

De letters NH en LH staan respectievelijk voor Normal Hill (normale schans) en Large Hill (grote schans). De letters HS staan voor Hillsize waarbij HS106 en HS134 staat voor de afstand in meters van punt van afsprong (de schans) tot het 32-gradenpunt op de landingshelling. Dit punt ligt op elke schans weer anders.

## Uitslagen

### Mannen

#### Individueel
| HS106  | HS106                 | HS106 | HS106             | HS106  |
| #      | Naam                  | Land  | Sprongen          | Punten |
| ------ | --------------------- | ----- | ----------------- | ------ |
| Goud   | Anders Bardal         | NOR   | 103,5 m – 100,0 m | 252,6  |
| Zilver | Gregor Schlierenzauer | AUT   | 098,0 m – 097,5 m | 248,4  |
| Brons  | Peter Prevc           | SLO   | 102,5 m – 098,5 m | 244,3  |
| 4      | Severin Freund        | GER   | 101,0 m – 099,0 m | 242,6  |
| 5      | Thomas Morgenstern    | AUT   | 100,0 m – 100,5 m | 242,0  |
| 6      | Richard Freitag       | GER   | 103,5 m – 097,5 m | 239,1  |
| 7      | Taku Takeuchi         | JPN   | 102,0 m – 098,0 m | 238,0  |
| 8      | Kamil Stoch           | POL   | 102,0 m – 097,0 m | 237,4  |
| 9      | Andreas Wank          | GER   | 099,5 m – 099,5 m | 237,3  |
| 10     | Tom Hilde             | NOR   | 099,5 m – 097,0 m | 235,6  |

| HS134  | HS134                 | HS134 | HS134             | HS134  |
| #      | Naam                  | Land  | Sprongen          | Punten |
| ------ | --------------------- | ----- | ----------------- | ------ |
| Goud   | Kamil Stoch           | POL   | 131,5 m – 130,0 m | 295,8  |
| Zilver | Peter Prevc           | SLO   | 130,5 m – 130,5 m | 289,7  |
| Brons  | Anders Jacobsen       | NOR   | 129,0 m – 131,0 m | 289,1  |
| 4      | Wolfgang Loitzl       | AUT   | 128,5 m – 132,5 m | 284,9  |
| 5      | Jan Matura            | CZE   | 127,5 m – 132,0 m | 281,4  |
| 6      | Richard Freitag       | GER   | 129,0 m – 128,5 m | 280,4  |
| 7      | Simon Ammann          | SUI   | 127,5 m – 132,5 m | 279,8  |
| 8      | Gregor Schlierenzauer | AUT   | 125,0 m – 128,5 m | 279,2  |
| 9      | Severin Freund        | GER   | 126,5 m – 129,5 m | 277,4  |
| 10     | Daiki Ito             | JPN   | 127,5 m – 127,0 m | 276,9  |

#### Team
| HS134  | HS134                                                                   | HS134 | HS134                                                                   | HS134  |
| #      | Naam                                                                    | Land  | Sprongen                                                                | Punten |
| ------ | ----------------------------------------------------------------------- | ----- | ----------------------------------------------------------------------- | ------ |
| Goud   | Wolfgang Loitzl Manuel Fettner Thomas Morgenstern Gregor Schlierenzauer | AUT   | 130,5 m – 128,0 m 125,5 m – 128,0 m 121,0 m – 129,5 m 124,5 m – 129,0 m | 1135,9 |
| Zilver | Andreas Wank Severin Freund Michael Neumayer Richard Freitag            | GER   | 135,5 m – 126,5 m 122,0 m – 125,0 m 123,5 m – 126,0 m 130,0 m – 129,5 m | 1121,8 |
| Brons  | Maciej Kot Piotr Żyła Dawid Kubacki Kamil Stoch                         | POL   | 123,0 m – 128,5 m 122,0 m – 126,0 m 126,0 m – 128,0 m 134,0 m – 130,0 m | 1121,0 |
| 4      | Andreas Stjernen Tom Hilde Anders Bardal Anders Jacobsen                | NOR   | 125,5 m – 125,0 m 122,0 m – 118,0 m 128,5 m – 129,0 m 125,5 m – 131,5 m | 1117,3 |
| 5      | Reruhi Shimizu Noriaki Kasai Daiki Ito Taku Takeuchi                    | JPN   | 124,5 m – 118,5 m 122,0 m – 131,0 m 128,0 m – 130,5 m 128,0 m – 127,0 m | 1099,1 |
| 6      | Robert Kranjec Jurij Tepeš Jaka Hvala Peter Prevc                       | SLO   | 122,0 m – 126,0 m 115,0 m – 126,5 m 117,5 m – 122,0 m 127,0 m – 130,0 m | 1046,4 |
| 7      | Roman Koudelka Lukáš Hlava Jakub Janda Jan Matura                       | CZE   | 118,0 m – 124,5 m 120,5 m – 125,0 m 118,5 m – 114,0 m 124,5 m – 128,5 m | 1022,1 |
| 8      | Roberto Dellasega Andrea Morassi Davide Bresadola Sebastian Colloredo   | ITA   | 117,0 m – 120,0 m 124,0 m – 121,0 m 109,5 m – 107,0 m 122,5 m – 120,0 m | 965,9  |

### Vrouwen
| HS106  | HS106                      | HS106 | HS106             | HS106  |
| #      | Naam                       | Land  | Sprongen          | Punten |
| ------ | -------------------------- | ----- | ----------------- | ------ |
| Goud   | Sarah Hendrickson          | USA   | 106,0 m – 103,0 m | 253,7  |
| Zilver | Sara Takanashi             | JPN   | 104,5 m – 103,0 m | 251,0  |
| Brons  | Jacqueline Seifriedsberger | AUT   | 104,0 m – 098,5 m | 237,2  |
| 4      | Coline Mattel              | FRA   | 102,0 m – 095,5 m | 229,5  |
| 5      | Carina Vogt                | GER   | 099,5 m – 096,0 m | 225,4  |
| 6      | Jessica Jerome             | USA   | 100,0 m – 098,0 m | 224,9  |
| 7      | Anette Sagen               | NOR   | 097,0 m – 094,5 m | 213,3  |
| 8      | Evelyn Insam               | ITA   | 096,0 m – 092,5 m | 210,5  |
| 9      | Chiara Hölzl               | AUT   | 095,5 m – 094,5 m | 204,3  |
| 10     | Julia Kykkänen             | FIN   | 092,5 m – 090,0 m | 203,2  |

### Gemengd team
| HS106  | HS106                                                                            | HS106 | HS106                                                                   | HS106  |
| #      | Naam                                                                             | Land  | Sprongen                                                                | Punten |
| ------ | -------------------------------------------------------------------------------- | ----- | ----------------------------------------------------------------------- | ------ |
| Goud   | Yuki Ito Daiki Ito Sara Takanashi Taku Takeuchi                                  | JPN   | 090,0 m – 091,5 m 100,0 m – 100,0 m 101,5 m – 106,5 m 100,5 m – 101,5 m | 1011,0 |
| Zilver | Chiara Hölzl Thomas Morgenstern Jacqueline Seifriedsberger Gregor Schlierenzauer | AUT   | 092,5 m – 098,5 m 099,5 m – 100,0 m 097,5 m – 099,5 m 099,0 m – 100,0 m | 986,7  |
| Brons  | Ulrike Gräßler Richard Freitag Carina Vogt Severin Freund                        | GER   | 096,5 m – 097,0 m 102,5 m – 097,0 m 095,5 m – 098,0 m 096,5 m – 099,5 m | 984,9  |
| 4      | Maren Lundby Tom Hilde Anette Sagen Anders Bardal                                | NOR   | 091,0 m – 093,0 m 102,0 m – 098,5 m 092,5 m – 096,5 m 100,5 m – 101,0 m | 969,3  |
| 5      | Lea Lemare Ronan Lamy-Chappuis Coline Mattel Vincent Descombes Sevoie            | FRA   | 093,5 m – 094,0 m 091,0 m – 094,0 m 093,5 m – 095,0 m 099,0 m – 100,0 m | 941,2  |
| 6      | Jessica Jerome Peter Frenette Sarah Hendrickson Anders Johnson                   | USA   | 098,0 m – 098,5 m 089,5 m – 086,5 m 099,0 m – 104,5 m 090,0 m – 091,5 m | 938,4  |
| 7      | Elena Runggaldier Andrea Morassi Evelyn Insam Sebastian Colloredo                | ITA   | 094,0 m – 098,5 m 092,0 m – 092,5 m 089,5 m – 093,5 m 095,0 m – 097,5 m | 923,1  |
| 8      | Urša Bogataj Jaka Hvala Špela Rogelj Peter Prevc                                 | SLO   | 095,5 m – 097,5 m 095,5 m – 092,0 m 088,5 m – 093,5 m 096,0 m – 098,0 m | 914,4  |

### Medailleklassement
| Plaats | Land             | Goud | Zilver | Brons | Totaal |
| 1      | Oostenrijk       | 1    | 2      | 1     | 4      |
| 2      | Japan            | 1    | 1      | 0     | 2      |
| 3      | Noorwegen        | 1    | 0      | 1     | 2      |
| 3      | Polen            | 1    | 0      | 1     | 2      |
| 5      | Verenigde Staten | 1    | 0      | 0     | 1      |
| 6      | Slovenië         | 0    | 1      | 1     | 2      |
| 6      | Duitsland        | 0    | 1      | 1     | 2      |
| Totaal | Totaal           | 5    | 5      | 5     | 15     |